# Communauté de communes Champsaur-Valgaudemar
Die Communauté de communes Champsaur-Valgaudemar ist ein französischer Gemeindeverband mit der Rechtsform einer Communauté de communes im Département Hautes-Alpes in der Region Provence-Alpes-Côte d’Azur. Sie wurde am 7. November 2016 gegründet und umfasst 25 Gemeinden. Der Verwaltungssitz befindet sich im Ort Saint-Bonnet-en-Champsaur.

## Historische Entwicklung
Der Gemeindeverband entstand mit Wirkung vom 1. Januar 2017 durch die Fusion der Vorgängerorganisationen
- Communauté de communes du Champsaur,
- Communauté de communes du Haut-Champsaur und
- Communauté de communes du Valgaudemar.[3]

## Mitgliedsgemeinden
| Gemeinde                                     | Einwohner 1. Januar 2022 | Fläche km² | Dichte Einw./km² | Code INSEE | Postleitzahl |
| -------------------------------------------- | ------------------------ | ---------- | ---------------- | ---------- | ------------ |
| Ancelle                                      | 966                      | 50,66      | 19               | 05004      | 05260        |
| Aspres-lès-Corps                             | 93                       | 16,73      | 6                | 05009      | 05800        |
| Aubessagne                                   | 743                      | 27,51      | 27               | 05039      | 05500        |
| Buissard                                     | 194                      | 2,92       | 66               | 05025      | 05500        |
| Chabottes                                    | 955                      | 9,96       | 96               | 05029      | 05260        |
| Champoléon                                   | 139                      | 98,54      | 1                | 05032      | 05260        |
| Forest-Saint-Julien                          | 344                      | 6,95       | 49               | 05056      | 05260        |
| La Chapelle-en-Valgaudémar                   | 114                      | 108,02     | 1                | 05064      | 05800        |
| La Fare-en-Champsaur                         | 478                      | 10,27      | 47               | 05054      | 05500        |
| La Motte-en-Champsaur                        | 207                      | 52,80      | 4                | 05090      | 05500        |
| Laye                                         | 242                      | 10,55      | 23               | 05072      | 05500        |
| Le Glaizil                                   | 176                      | 21,93      | 8                | 05062      | 05800        |
| Le Noyer                                     | 306                      | 21,50      | 14               | 05095      | 05500        |
| Orcières                                     | 660                      | 98,27      | 7                | 05096      | 05170        |
| Poligny                                      | 337                      | 13,81      | 24               | 05104      | 05500        |
| Saint-Bonnet-en-Champsaur                    | 2.081                    | 35,85      | 58               | 05132      | 05500        |
| Saint-Firmin                                 | 449                      | 22,39      | 20               | 05142      | 05800        |
| Saint-Jacques-en-Valgodemard                 | 115                      | 15,65      | 7                | 05144      | 05800        |
| Saint-Jean-Saint-Nicolas                     | 1.090                    | 37,17      | 29               | 05145      | 05260        |
| Saint-Julien-en-Champsaur                    | 379                      | 10,04      | 38               | 05147      | 05500        |
| Saint-Laurent-du-Cros                        | 575                      | 12,69      | 45               | 05148      | 05500        |
| Saint-Léger-les-Mélèzes                      | 369                      | 6,76       | 55               | 05149      | 05260        |
| Saint-Maurice-en-Valgodemard                 | 118                      | 36,37      | 3                | 05152      | 05800        |
| Saint-Michel-de-Chaillol                     | 367                      | 16,78      | 22               | 05153      | 05260        |
| Villar-Loubière                              | 31                       | 22,63      | 1                | 05182      | 05800        |
| Communauté de communes Champsaur-Valgaudemar | 11.528                   | 766,75     | 15               | –          | –            |

## Gemeindeveränderungen
Zum 1. Januar 2018 wurden Chauffayer, Les Costes und Saint-Eusèbe-en-Champsaur zur Gemeinde Aubessagne zusammengelegt.